# Lemvig-Thyborøn Håndbold
Maillots
Actualités
Le Lemvig-Thyborøn Håndbold est un club danois de handball basé à Lemvig dans le Jutland central. Le club évolue en Håndboldligaen.

## Historique
- 2006: Fondation du Lemvig-Thyborøn Håndbold.
- 2007: En finissant à la quatorzième place, le club se voit relégué en 1. Division.
- 2009: Le club est champion de 1. Division et remonte donc parmi l'élite.
- 2012: Pour la deuxième fois de son histoire, le club se fait relégué en 1. Division.
- 2014: Grâce à une quatrième place le club remonte en Håndboldligaen.

## Palmarès
- Division 1 (D2) (2) : 
  - Champion en 2006 et 2009
  - Vice-champion en 2004 et 2018
- Primo Tours Ligaen (D1) :
  - 10e en 2011

## Effectif actuel
| N° | Poste | Nom                  | Date de naissance   | Taille | Arrivée | Club précédent                        | Sélection |
| -- | ----- | -------------------- | ------------------- | ------ | ------- | ------------------------------------- | --------- |
| 12 | GB    | Ronnie Nicolaisen    | 21/02/1994 (26 ans) | 2,02 m | 2019    | Mors-Thy Håndbold                     | -         |
| 30 | GB    | Shadrach Nsoni       | 23/01/1998 (22 ans) | 1,94 m | 2017    | TTH Holstebro                         | Congo     |
| 21 | ALG   | Jørgen Rasmussen     | 29/08/1989 (30 ans) | 1,75 m | 2017    | HC Midtjylland                        | -         |
| 73 | ALG   | Pelle Schilling      | 21/01/1994 (26 ans) | 1,88 m | 2019    | Ribe-Esbjerg HH                       | -         |
| 4  | ALD   | Michael Thøgersen    | 10/04/1996 (23 ans) | 1,85 m | 2017    | TTH Holstebro                         | -         |
| 19 | ALD   | Mikkel Mortensen     | 13/09/2000 (19 ans) | 1,75 m | 2019    | [[Skjern Håndbold\| Skjern Håndbold]] | -         |
| 23 | ALD   | Jesper Kokholm       | 11/05/1997 (22 ans) | 1,82 m | 2017    | Formé au club                         | -         |
| 5  | DC    | Mark Nikolajsen      | 14/03/1995 (25 ans) | 1,86 m | 2017    | Ribe-Esbjerg HH                       | -         |
| 32 | DC    | Christian Holm       | 27/08/1999 (20 ans) | 1,93 m | 2019    | Bjerringbro-Silkeborg                 | -         |
| 6  | ARG   | Mads Thymann         | 02/01/1997 (23 ans) | 1,93 m | 2017    | Formé au club                         | -         |
| 52 | ARG   | Rasmus Porup         | 27/05/1988 (31 ans) | 1,98 m | 2017    | HC Midtjylland                        | -         |
| 10 | ARD   | Jonas Langerhuus     | 02/07/1992 (27 ans) | 1,84 m | 2019    | Aarhus Håndbold                       | -         |
| 18 | ARD   | Nicolaj Spanggard    | 10/11/1996 (23 ans) | 1,94 m | 2019    | Mors-Thy Håndbold                     | -         |
| 2  | PVT   | Jacob Østergaard     | 03/01/1986 (34 ans) | 1,92 m | 2014    | HC Midtjylland                        | -         |
| 9  | PVT   | Nicolai Pugholm Hvid | 29/10/1992 (27 ans) | 1,96 m | 2019    | Skanderborg Håndbold                  | -         |
| 14 | PVT   | Mathias Porsholdt    | 03/02/1997 (23 ans) | 1,94 m | 2017    | Ribe-Esbjerg HH                       | -         |